# Acquarossa
Acquarossa es una comuna suiza del cantón del Tesino, situada en el distrito de Blenio, círculo de Acquarossa. Limita al norte con la comuna de Blenio, al este con Malvaglia, al sur con Ludiano, y al oeste con Sobrio, Cavagnago, Anzonico y Faido.
La comuna de Acquarossa es el resultado de la fusión el 4 de abril de 2004 de las comunas de Castro, Corzoneso, Dongio, Largario, Leontica, Lottigna, Marolta, Ponto Valentino y Prugiasco. Al perder su estatus de comunas, estos lugares se convierten en localidades de la comuna de Acquarossa.

## Hermanamientos
La Comuna de Acquarossa esta hermanada con la Ciudad de Presidente Franco en el departamento de Alto Paraná, Paraguay